# Boletin (Mavrovo a Rostuša)
Boletin (makedonsky: Болетин) je opuštěná vesnice v Severní Makedonii. Nachází se v opštině Mavrovo a Rostuša v Položském regionu. 
Vesnice bývala dříve tradičně obydlena makedonskými muslimy (tzv. Torbeš). Podle sčítání lidu z roku 2021 ve vesnici nikdo již nežije. 